# Pascal Brice
Pascal Brice (né le 24 septembre 1966 à Nantes) est un haut fonctionnaire et conseiller municipal à Malakoff. Il est le président de la Fédération des acteurs de la solidarité depuis septembre 2020.

## Biographie
Ancien élève de l'École nationale d'administration, il est conseiller d’Hubert Védrine au ministère des Affaires étrangères, consul général de France à Barcelone, conseiller diplomatique de Pierre Moscovici au ministère de l’Économie, directeur de l'Office français de protection des réfugiés et apatrides de 2012 à 2018 avant d'être nommé conseiller maître à la Cour des comptes.
Après avoir longtemps été engagé au Parti socialiste, Pascal Brice figure dans le premier cercle de l'équipe de campagne de Yannick Jadot (Europe Écologie Les Verts) — dont il est un ami depuis une trentaine d'années — en vue de l'élection présidentielle de 2022 : en lien avec l'ancien sénateur Jean Desessard, il est chargé de formaliser les groupes de travail sur le projet du candidat et de l'aider à rassembler au-delà de son camp à gauche,.
En septembre 2023, une tribune commune signée par des députés EELV, PCF, PS, NUPES et d'autres figures de l’aile gauche de la majorité (Renaissance et MoDem) est publiée sur les sites de Libération et de Franceinfo et exige « des mesures urgentes, humanistes et concrètes pour la régularisation des travailleurs sans papiers ». Cette tribune préparée sous son « patronage » est analysée comme un « coup de pression de l’aile gauche de la majorité ». Elle divise le camp présidentiel alors que se prépare la « loi immigration ».

## Décorations
- Chevalier de la Légion d'honneur Il est fait chevalier le 12 juillet 2013[5].

## Publication
- Sur le fil de l'asile, Fayard, 2019.